# Tepuy Maringma
Le tepuy Maringma est un des tepuys du Guyana. Il est situé à 15 km à l'est du mont Roraima.